# Pintor de Rycroft

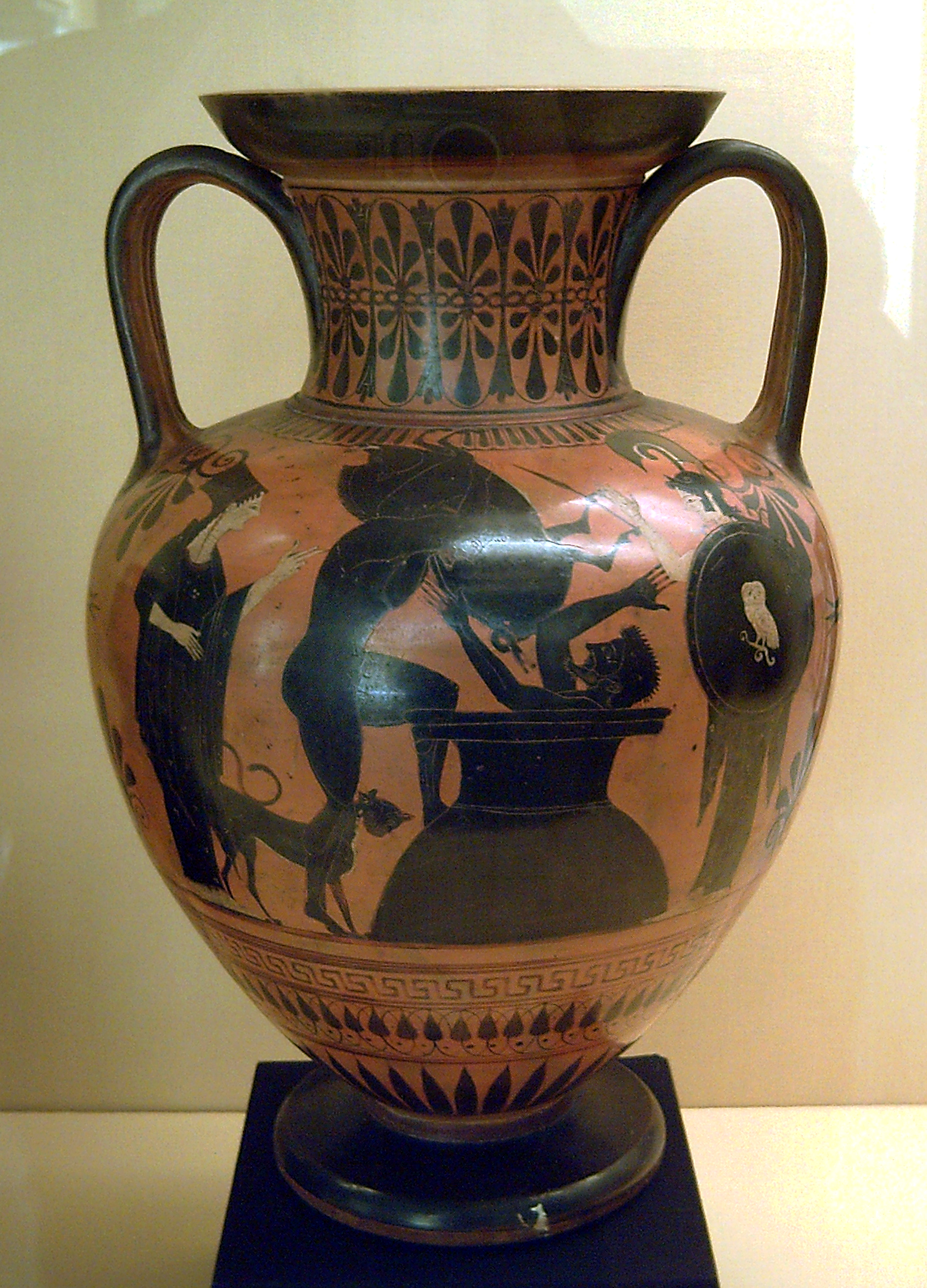
Heracles presentando a la fuerza el Jabalí de Erimanto al rey Euristeo, acurrucado en una vasija de vino, mientras las diosas Artemisa (izquierda) y Atenea miran, representadas en un ánfora ática de figuras negras (515-500 a. C.) por el Pintor de Rycroft.

El Pintor de Rycroft fue un pintor ático de vasos de figuras negras, activo en la última década del siglo VI a. C. Su verdadero nombre no se conoce.
Su trabajo está estrechamente relacionado con el de la técnica contemporánea de figuras rojas, que estaba en proceso de reemplazar las figura negras como estilo dominante, lo que puede explicar su soltura en la incisión en el contorno de la mayor parte de sus figuras. Sus figuras se dibujan a menudo como siluetas. A menudo pintaba escenas dionisíacas, pero sus mejores obras son las que se centran en la representación de la postura y la dignidad. Normalmente eran ánforas panzudas de tipo A. Según John Beazley su estilo es cercano al del  Pintor de Príamo y Psiax, pero su talento no es inferior al de los pintores de figuras rojas del Grupo pionero activo al mismo tiempo. Fue, por lo tanto, uno de los mejores pintores de vasos de su estilo y época. Un contemporáneo estilísticamente cercano fue el Pintor de Tarquinia RC 6847.